# 南寶生技
南寶生技，全名南寳國際生物科技股份有限公司；為原南寶樹脂公司生物科技部分割獨立為南寶國際生物科技股份有限公司，是與南寶樹脂皆屬於南寶集團的公司。專門培養藍藻(螺旋藻)與生產健康食品。